# San Juan Grande, Guerrero
San Juan Grande är en ort i Mexiko.   Den ligger i kommunen San Marcos och delstaten Guerrero, i den södra delen av landet, 300 km söder om huvudstaden Mexico City. San Juan Grande ligger 105 meter över havet och antalet invånare är 344.
Terrängen runt San Juan Grande är platt. Runt San Juan Grande är det tätbefolkat, med 397 invånare per kvadratkilometer. Närmaste större samhälle är San Marcos, 18,6 km öster om San Juan Grande. I omgivningarna runt San Juan Grande växer i huvudsak lövfällande lövskog.